# Ernest Carter
Ernest Carter (Asbury Park, Nueva Jersey, Estados Unidos) es un batería estadounidense. Ha grabado y salido de gira con una larga lista de músicos, entre los cuales figuran Bruce Springsteen, David Sancious, Southside Johnny & The Asbury Jukes y Paul Butterfield. Durante su breve estancia en la E Street Band de Springsteen, tocó la batería en canciones como «Born to Run». Capaz de tocar géneros como rock, R&B, soul y jazz, Carter une una variedad de estilos en su modo de tocar la batería. Max Weinberg su sucesor en la batería de la E Street Band, comentó que Carter había tocado una parte de jazz fusion en «Born to Run» que no podía reproducir en directo. 
A pesar de ser principalmente conocido como batería, Carter es también guitarrista, teclista y vocalista, y en 2001 publicó su primer álbum en solitario, Temple of Boom, en el que toca todos los instrumentos.

## Discografía
En solitario
- Temple of Boom (2001)

Con Bruce Springsteen
- Born to Run (1975)
- Greatest Hits (1995)
- The Essential Bruce Springsteen (2003)

Con Tone
- Forest Of Feelings (1975)
- Transformation: Speed Of Love (1976)
- True Stories (1978)
- Dance Of The Age Of Enlightenment (2004)

Con David Sancious
- David Sancious (1977)
- Just As I Thought (1979)
- The Bridge (1980)

Con Southside Johnny & The Asbury Jukes
- This Time It's for Real (1977)
- Trash It Up (1983)

Con Billy Hector & The Fairlanes
- Hit The Road (1986)
- All The Way Live  (1987)

Colaboraciones
- VV.AA.: The Sounds Of Asbury Park (1980)
- Billy Squier: The Tale of the Tape (1980)
- Little Bob Story: Too Young To Love Me  (1984)
- Jersey Artists for Mankind: We've Got The Love / Save Love, Save Life (1986)
- Steve Forbert: Streets of This Town (1988)
- Pete Sears: Long Haul (2001)
- Howard Tate: Live (2006)